# Jean Martin Gallevier de Mierry
Jean Martin Gallevier de Mierry, francoski general, * 1880, † 1965.